# كلوريد النحاس الثنائي
 كلوريد النحاس الثنائي مركب كيميائي له الصيغة CuCl2 ، ويكون على شكل بلورات مسحوق بني لها خاصية استرطاب كبيرة، لذا يوجد غالباً على شكل ثنائي هيدرات CuCl2 . 2H2O وبلوراته ذات لون أزرق مخضر.

## الخواص
- ينحل كلوريد النحاس الثنائي في الماء بشكل جيد، كما ينحل في الميثانول والإيثانول بشكل جيد أيضاً، إلا أن انحلاليته في الأسيتون وثنائي إيثيل الإيثر ضعيفة.
- المحاليل المائية من كلوريد النحاس الثنائي حمضية، الأس الهيدروجيني لمحلول 0.2 مولي مقداره 3.6. لهذه المحاليل لون بني عندما تكون مركزة تصبح خضراء بالتمديد إلى أن تنتهي باللون الأزرق.
- يفقد مركب كلوريد النحاس الثنائي ثنائي الهيدرات بتسخينه فوق 70°س الماء البلوري.

## التحضير
يحضر مركب كلوريد النحاس الثنائي من أثر حمض هيدروكلوريك على أكسيد النحاس الثنائي
CuO + 2HCl → CuCl2 + H2O
أو من تفاعل كميات ستوكيومترية من محاليل كبريتات النحاس الثنائي مع كلوريد الباريوم حيث يترسب مركب كبريتات الباريوم ويبقى كلوريد النحاس الثنائي في المحلول حسب المعادلة
CuSO4 + BaCl2 → CuCl2 + BaSO4
بتسخين المحلول المائي الناتج نحصل على المركب على شكل ثنائي هيدرات.

## الاستخدامات
- يستخدم مركب كلوريد النحاس الثنائي بكثرة كحفاز في الاصطناع العضوي.
- يستعمل في معالجة نزع الكبريت من النفط